# Gloria Giudici
Gloria Rita Antonia Giudici (13 agosto 1987) è una mezzofondista, maratoneta e fondista di corsa in montagna italiana.

## Biografia
Ha partecipato ai Mondiali di corsa in montagna di lunghe distanze nel 2015, ai Mondiali di trail running nel 2017, agli Europei di corsa in montagna nel 2018, ai Mondiali di corsa in montagna nel 2018 ed agli Europei di corsa in montagna nel 2022.

## Campionati nazionali
2017
- 7ª ai campionati italiani di corsa in montagna

2018
- 7ª ai campionati italiani di maratonina - 1h18'02"
- 13ª ai campionati italiani di 10 km su strada - 36'41"

2019
- 16ª ai campionati italiani di maratonina - 1h22'28"
- 15ª ai campionati italiani di 10 km su strada - 35'45"

2020
- 21ª ai campionati italiani di maratonina - 1h20'03"
- 10ª ai campionati italiani assoluti, 10000 m piani - 35'27"24
- 21ª ai campionati italiani assoluti, 10000 m piani - 17'18"32

2021
- 15ª ai campionati italiani assoluti, 10000 m piani - 37'10"56

2022
- 11ª ai campionati italiani di corsa campestre - 29'11"

## Altre competizioni internazionali
2013
- 16ª alla Maratona di Torino ( Torino) - 3h08'50"

2014
- Argento alla Maratona d'Italia ( Carpi) - 2h54'49"

2015
- 7ª alla Maratona di Venezia ( Venezia) - 2h53'32"
- 17ª alla Stramilano ( Milano) - 1h21'53"

2016
- 28ª alla Maratona di Francoforte ( Francoforte sul Meno) - 2h49'45"

2017
- 26ª alla Maratona di New York ( New York) - 2h47'30"
- 14ª alla Maratona di Parigi ( Parigi) - 2h48'49"
- 15ª alla Stramilano ( Milano) - 1h22'22"
- 8ª alla Sierre-Zinal ( Zinal), 31 km - 3h12'34"
- 9ª in classifica generale di Coppa del mondo di corsa in montagna

2018
- 7ª alla Maratona di Praga ( Praga) - 2h48'02"[2]
- 8ª alla Stramilano ( Milano) - 1h19'21"
- 19ª al Campaccio ( San Giorgio su Legnano) - 22'47"
- Oro al Trofeo Jack Canali ( Albavilla) - 45'07"[3]
- 5ª in classifica generale di Coppa del mondo di corsa in montagna

2019
- 45ª alla Maratona di Valencia ( Valencia) - 2h44'25"
- 13ª alla Stramilano ( Milano) - 1h19'13"

2022
- 16ª al Campaccio ( San Giorgio su Legnano) - 21'12"
- 5ª al Cross della Vallagarina ( Villa Lagarina) - 19'15"

2023
- 12ª alla BOclassic ( Bolzano) - 17'39"
- 7ª alla Cinque Mulini ( San Vittore Olona) - 21'36"